# Tsunemi Kubodera
Tsunemi Kubodera (窪寺 恒己, Kubodera Tsunemi) est un zoologiste japonais né en 1951 à Tokyo, affilié au Musée national de la nature et des sciences de Tōkyō.
Le 30 septembre 2004, Kubodera et son équipe sont les premiers à photographier un calmar géant vivant, dans son habitat naturel. Deux ans plus tard, le 4 décembre 2006, il est également le premier à filmer un tel animal. Le 10 juillet 2012, Kubodera et deux collaborateurs filment un calmar géant au large des Îles d'Ogasawara, à partir d'un sous-marin, une autre première.
En plus de ces premières observations du calmar géant, Kubodera est également le premier à filmer le calmar Taningia danae dans son habitat naturel, en 2005, ainsi que le Requin grande-gueule en 2013.

## 2004: premières photographies

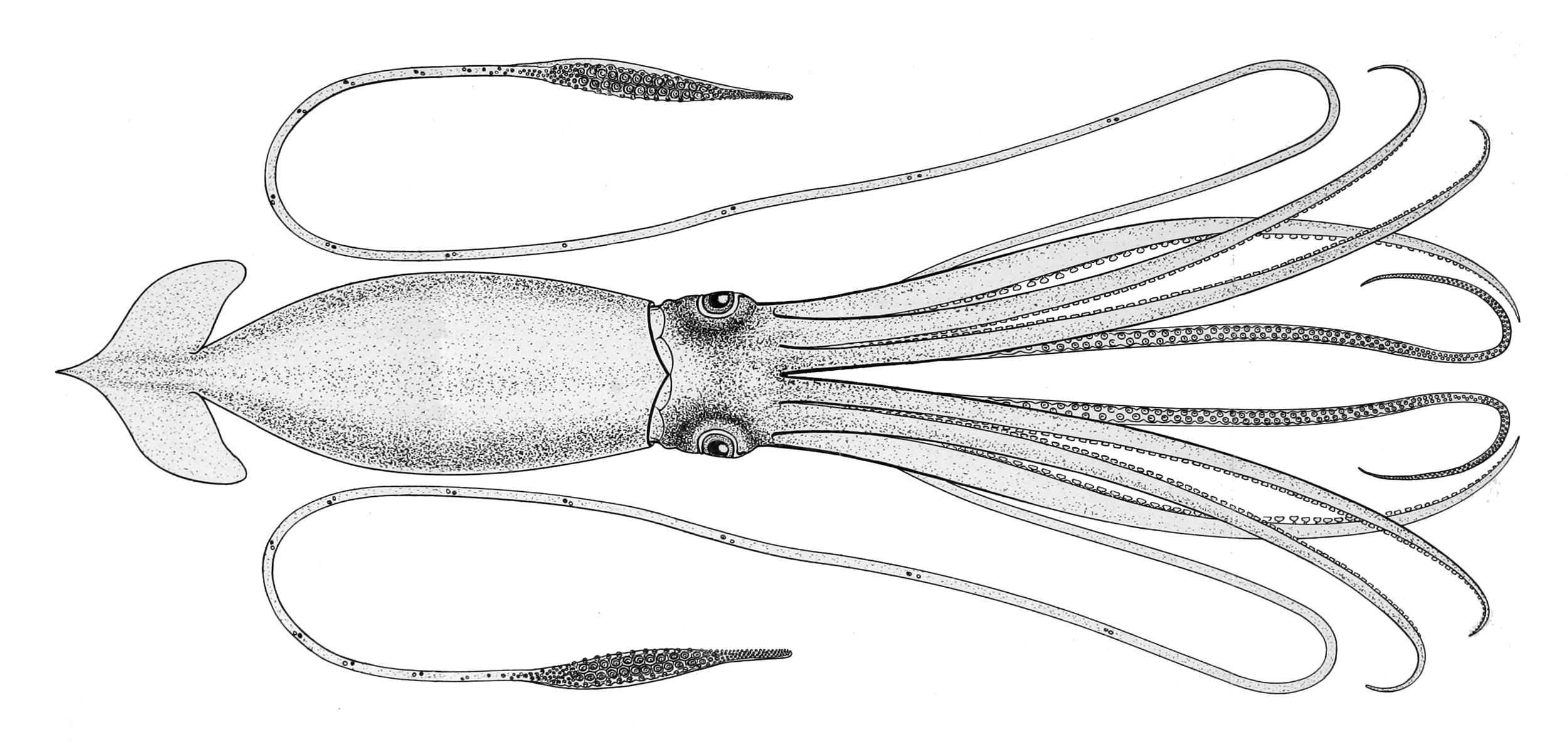
Le calmar géant (Architeuthis dux) peut atteindre 13 m de long.

En 2004, en collaboration avec Kyoichi Mori de l'Association d'observation des baleines d'Ogasawara, Kubodera prend des clichés du très discret calmar géant à l'aide d'appareils photo adaptés, après trois ans de tentatives infructueuses. En se fiant aux zones occupées par les cachalots, des prédateurs naturels des calmars géants qui se réunissent parfois pour se nourrir de ces céphalopodes, les deux scientifiques identifient l'emplacement optimal pour déployer leur équipement, dans l'île de Chichi-jima.
Les appareils, en mesure de stocker 600 photos, ont été programmés pour déclencher un flash et  prendre une photo toutes les 30 secondes. Kubodera espère ainsi jouer de chance et photographier l'animal convoité. L'appareil photo est monté sur une ligne à laquelle sont attachés deux hameçons garnis chacun d'une seiche en guise d'appât. La câble est ensuite plongé à 900 m de profondeur. Un calmar géant de 8 m de long a fini par mordre à l'appât le 30 septembre, puis a passé 4 heures à tenter de se libérer des hameçons avant qu'un de ses tentacules cède et qu'il puisse prendre le large. Le tentacule de 5 mètres et demi était toujours en mouvement lorsque le système photographique a été ramené à la surface. La découverte met en lumière un animal notamment plus combattif que prévu,.

## 2012: vidéos de du calmar géant au large des Îles d'Ogasawara
En juillet 2012, une expédition de six semaines organisée par la NHK et Discovery Channel permet à Kubodera et ses collaborateurs de filmer le calmar géant Architeuthis dux dans son habitat naturel, dans l'archipel d'Ogasawara. L'animal est d'abord filmé à l'aide d'une caméra dite « Medusa », déployée depuis un bateau à la surface et suspendue à 700 m de profondeur, puis depuis un sous-marin accueillant Kubodera, entre autres chercheurs. Kubodera dira de sa rencontre que « L'animal était si beau que j'en perds mes mots. ». 
Le système de caméra Medusa est conçu notamment par Edith Widder, une exploratrice des grands fonds et fondatrice de la Ocean Research and Conservation Association. Afin d'éviter d'éviter d'effaroucher l'animal convoité, elle équipe la caméra d'une source de lumière peu intense et rouge, car elle émet l'hypothèse que peu d'animaux vivant  à ces profondeurs peuvent voir la lumière rouge. De plus, pour attirer le calmar, elle munit l'appareil d'une source de lumière imitant la bioluminescence des proies de l'animal. Le système fonctionne si bien qu'un calmar géant attaque même la caméra. 
Les vidéos résultant de cette expérience ont significativement amélioré la compréhension du comportement calmar géant par les scientifiques. Par exemple, on a découvert chez cet animal un style de chasse plus agressif qu'anticipé. L'opération aura coûté 7,5 millions de dollars américains.

## Dans les médias
La chaîne Discovery Channel ayant financé en partie l'expédition de 2013 de Kubodera, elle diffuse un reportage sur la découverte, montrant notamment les images du calmar géant. Le 13 janvier, NHK diffuse également un documentaire. En France, Arte diffuse un documentaire sur la découverte en juillet 2013.